# Cummascach mac Flainn
Cummascach mac Flainn (mort en 757) est un roi d'Uí Failghe, un peuple du Laigin dans le Comté d'Offaly qui règne entre 755 et 757.

## Contexte
Cummascach est le  3e des fils du roi Fland Dá Chongal, à accéder au trône mais il le premier de ceux  issus de l'union de Fland avec Érenach, fille de Murchad Midi mac Diarmato roi d'Uisneach. La « Liste de Rois » du Livre de Leinster qui le mentionne lui attribue un règne de 10 années non compatible avec son obiit et celui de son prédécesseur dans les Annales
Il succède en effet à son demi-frère Flaithnia mac Flainn mort en 755 et les Annales de Tigernach relèvent qu'il est lui même tué lors d'un combat en  757 par Máel Dúin mac Áedo (mort en 786), le roi de Munster.

## Sources
- (en) Gearóid Mac Niocaill, Ireland before Vikings, Dublin, Gill & Macmillan, 1972
- (en) Francis John Byrne, Irish Kings and High-Kings, Dublin, Courts Press History Classics, 2001 (ISBN 1-851-82-196-1).